# Răzvan Patriche
Răzvan Bogdan Nichita Patriche (n. 29 aprilie 1986, București, România) este un fotbalist român retras din activitate, care a jucat pe post de fundaș la echipe ca Academica Clinceni, Dinamo și Afumați.